# Liste der geschützten Landschaftsbestandteile in Memmingen
In Memmingen gab es im März 2024 insgesamt 8 ausgewiesene geschützte Landschaftsbestandteile.

## Geschützte Landschaftsbestandteile
| Eschwiese Hart                                 | BW |  | Memmingen, Buxach           | ⊙ | 0,25 | 13. Jan. 1999 |
| Feuchtgebiet im Rank                           | BW |  | Memmingen, Amendingen       | ⊙ | 0,9  | 13. Jan. 1999 |
| Feuchtwald am Tiroler Ring                     | BW |  | Memmingen                   | ⊙ | 0,83 | 13. Jan. 1999 |
| Niedermoor Auf'm Rohr                          | BW |  | Memmingen, Dickenreishausen | ⊙ | 1,35 | 13. Jan. 1999 |
| Primelhang bei Brunnen                         | BW |  | Memmingen, Volkratshofen    | ⊙ | 1    | 13. Jan. 1999 |
| Streuwiese am Bahntunnel                       | BW |  | Memmingen, Amendingen       | ⊙ | 0,25 | 13. Jan. 1999 |
| Streuwiese am Wasserwerk                       | BW |  | Memmingen                   | ⊙ | 1,6  | 13. Jan. 1999 |
| Terrassenhang bei Brunnen                      | BW |  | Memmingen, Ferthofen        | ⊙ | 0,1  | 13. Jan. 1999 |
| Legende für Geschützter Landschaftsbestandteil |    |  |                             |   |      |               |